# Национальный музей Черногории
Национальный музей Черногории (черног. Narodni muzej Crne Gore) расположен в исторической столице Черногории Цетине и объединяет несколько музеев различной тематики. Проводятся экскурсии на черногорском, английском, французском, немецком, итальянском и русском языках.

## Разделы

### Исторический музей Черногории
Вместе с Художественным музеем находится в бывшем здании правительства. Рассказывает о дославянском периоде, средневековье, об основании Черногории (1796—1878), о периоде 1878—1916 гг., о Черногории в составе Югославии (с 1918 года).

### Этнографический музей Черногории
Основан в 1951 году. Находится в бывшем здании посольства Сербии. В его коллекции экспонаты, представляющие продукты питания, образцы текстиля, предметы одежды, оружие, музыкальные инструменты, имеется также богатая экспозиция национального искусства.

### Художественный музей Черногории
Изначально назывался Черногорской картинной галереей. Основан в 1850 году. Расположен в бывшем здании правительства вместе с Историческим музеем Черногории. Состоит из пяти частей: коллекция народа Югославии, коллекция икон, коллекция черногорских картин, памятная коллекция Милицы Сарич-Вукманович, коллекция копий настенных каменных фресок. Художественная коллекция содержит картины XIX—XX веков, написанные представителями различных направлений и национальностей Югославии. В памятной коллекции Милицы Сарич-Вукманович хранятся произведения Ренуара, Шагала, Дали, Пикассо и других художников.

### Музей короля Николы
С 1926 года в здании бывшей резиденции короля Николы I находится музей, где представлена коллекция картин, оружия, личных вещей королевской семьи и других исторических ценностей.

### Бильярда
Дворец, возведенный в качестве резиденции Петра II Петровича-Негоша. Во дворе Бильярды находится рельефная карта Черногории.

### Дом Негоша
Находится в деревне Негуши. Дом-музей начала XIX века, в котором родился владыка Пётр II Петрович.